# Jogos Pan-Americanos Júnior de 2029

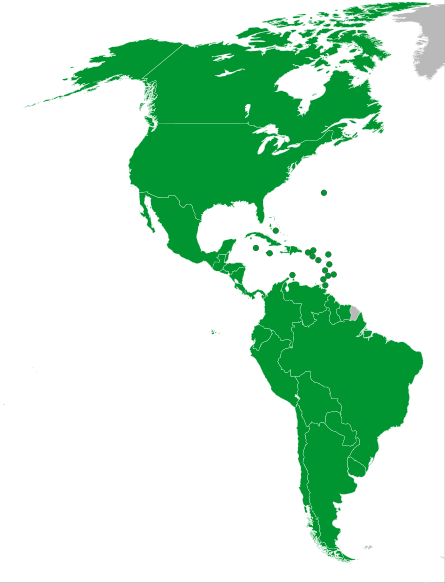
Um mapa de todas as 41 nações participantes

Os Jogos Pan-Americanos Júnior de 2029, Jogos Pan-Americanos Juniores de 2029 ou Jogos Pan-Americanos Juvenis de 2029, é um evento multi-esportivo internacional para atletas entre 12 e 23 anos dos 41 Comitês Olímpicos Nacionais membros da Organização Desportiva Pan-Americana (ODEPA). 
Assim como na edição anterior, alguns eventos serão qualificativos para os Jogos Pan-Americanos de 2031. A edição também marca a preparação de jovens atletas para os Jogos Olímpicos de Verão de 2032. 

## Escolha das candidaturas
Até o momento, apenas duas regiões demonstraram interesse em receber essa competição:
- Jalisco: Em 1 de agosto de 2025, faltando oito dias para o início dos Jogos Pan-Americanos Júnior de 2025, o governador do estado de Jalisco, Pablo Lemus, anunciou que a região lançaria oficialmente a candidatura para esta versão do Pan, colocando Guadalajara como a sede principal das competições, reaproveitando a estrutura montada para os Jogos Pan-Americanos de 2011.[1][2]
- Culiacán: Em 6 de março de 2025, o prefeito de Culiacán, Juan de Dios Gámez Mendívil, abordou em reuniões com setores do esporte uma possível candidatura da capital do estado de Sinaloa para este Pan, por já haver algumas estruturas prontas.[3][4]

## Participantes
Todas as 41 nações que são membros da Organização Desportiva Pan-Americana devem competir.
| \| - ANT Antígua e Barbuda - ARG Argentina - ARU Aruba - BAH Bahamas - BAR Barbados - BIZ Belize - BER Bermudas - BOL Bolívia - BRA Brasil - CAN Canadá - CHI Chile - COL Colômbia - CRC Costa Rica - CUB Cuba \| - DMA Dominica - ESA El Salvador - ECU Equador - USA Estados Unidos - GRN Granada - GUA Guatemala - GUY Guiana - HAI Haiti - HON Honduras - CAY Ilhas Cayman - ISV Ilhas Virgens Americanas - IVB Ilhas Virgens Britânicas - JAM Jamaica - MEX México \| - NCA Nicarágua - PAN Panamá - PAR Paraguai - PER Peru - PUR Porto Rico - DOM República Dominicana - LCA Santa Lúcia - SKN São Cristóvão e Neves - VIN São Vicente e Granadinas - SUR Suriname - TTO Trinidad e Tobago - URU Uruguai - VEN Venezuela \| | | |
| - ANT Antígua e Barbuda - ARG Argentina - ARU Aruba - BAH Bahamas - BAR Barbados - BIZ Belize - BER Bermudas - BOL Bolívia - BRA Brasil - CAN Canadá - CHI Chile - COL Colômbia - CRC Costa Rica - CUB Cuba | - DMA Dominica - ESA El Salvador - ECU Equador - USA Estados Unidos - GRN Granada - GUA Guatemala - GUY Guiana - HAI Haiti - HON Honduras - CAY Ilhas Cayman - ISV Ilhas Virgens Americanas - IVB Ilhas Virgens Britânicas - JAM Jamaica - MEX México | - NCA Nicarágua - PAN Panamá - PAR Paraguai - PER Peru - PUR Porto Rico - DOM República Dominicana - LCA Santa Lúcia - SKN São Cristóvão e Neves - VIN São Vicente e Granadinas - SUR Suriname - TTO Trinidad e Tobago - URU Uruguai - VEN Venezuela |